# Fußballclub Viktoria Köln 1904
El Fußballclub Viktoria Köln 1904 és un club de futbol alemany de la ciutat de Colònia, Rin del Nord-Westfàlia.

## Història
El club va néixer el 29 de juliol de 1904. Evolució del nom:
- 1904: FC Germania Kalk
- 1909: SV Kalk 04 (fusió amb FC Kalk)
- 1911: VfR Mülheim-Kalk 04 (fusió amb Mülheimer FC)
- 1918: VfR Köln 04
- 1943: KSG VfR 04 Köln/Mülheimer SV 06 (fusió amb Mülheimer SV)
- 1945: VfR Köln 04 (es desfà la fusió)
- 1949: SC Rapid Köln 04 (fusió amb Mülheimer SV)
- 1957: SCB Viktoria Köln (fusió amb SC Preußen Dellbrück)
- 1994: SCB Preußen Köln (fusió amb SC Brück)
- 2002: SCB Viktoria Köln
- 2010: FC Viktoria Köln

## Futbolistes destacats
- Vladimir Beara
- Hans Sturm

## Palmarès
- Verbandsliga Mittelrhein: 
  - 1998
- NRW-Liga: 
  - 2012
- Regionalliga West: 
  - 2017, 2019
- Copa Middle Rhine: 
  - 2014, 2015, 2016, 2018, 2021, 2022, 2023